# 1590 Tsiolkovskaja
Tsiolkovskaja (asteróide 1590) é um asteróide da cintura principal com um diâmetro de 13,27 quilómetros, a 1,8798737 UA. Possui uma excentricidade de 0,1570811 e um período orbital de 1 216,5 dias (3,33 anos).
Tsiolkovskaja tem uma velocidade orbital média de 19,94441513 km/s e uma inclinação de 4,34752º.
Esse asteróide foi descoberto em 1 de Julho de 1933 por Grigory Neujmin.